# Zhou Guanyu
Zhou Guanyu (周冠宇S, Zhōu GuānyǔP; pronuncia: [ʈ͡ʂou kˠuanˈju]; Shanghai, 30 maggio 1999) è un pilota automobilistico cinese.
Dal 2014 al 2018 ha fatto parte della Ferrari Driver Academy, passando nel 2019 al programma Renault Sport Academy mentre dal 2022 al 2023 ha guidato in Formula 1 per l'Alfa Romeo, precedente denominazione dell'attuale Sauber, con la quale ha corso nel 2024.
Dal 2025 è un pilota di riserva, insieme ad Antonio Giovinazzi, per la Scuderia Ferrari.

## Carriera
Comincia a correre con i kart all'età di 8 anni, e già nel 2008 gli viene assegnato il titolo di "Miglior giovane pilota".
Nel 2012 giunge in Europa, ma è dal 2013 che inizia a farsi notare con dei trofei: per Strawberry Racing vince il Rotax Max Euro Challenge nella categoria Junior, arriva 3º nelle finali di categoria e si classifica 2º nella Winter Cup. Questi risultati attirano l'attenzione della Ferrari, che lo accoglie nel programma per giovani piloti Ferrari Driver Academy a partire dal 2014.
Nella stagione 2014 prende parte alla WSK Champions Cup della categoria KF, mentre a settembre partecipa al mondiale 2014 CIK-FIA, ancora nella categoria KF.

### Formula 4
Nel 2015 fa il suo esordio nelle monoposto, gareggiando nella Formula 4 italiana con il team Prema, con cui aveva già corso in un evento invernale alla fine del 2014.

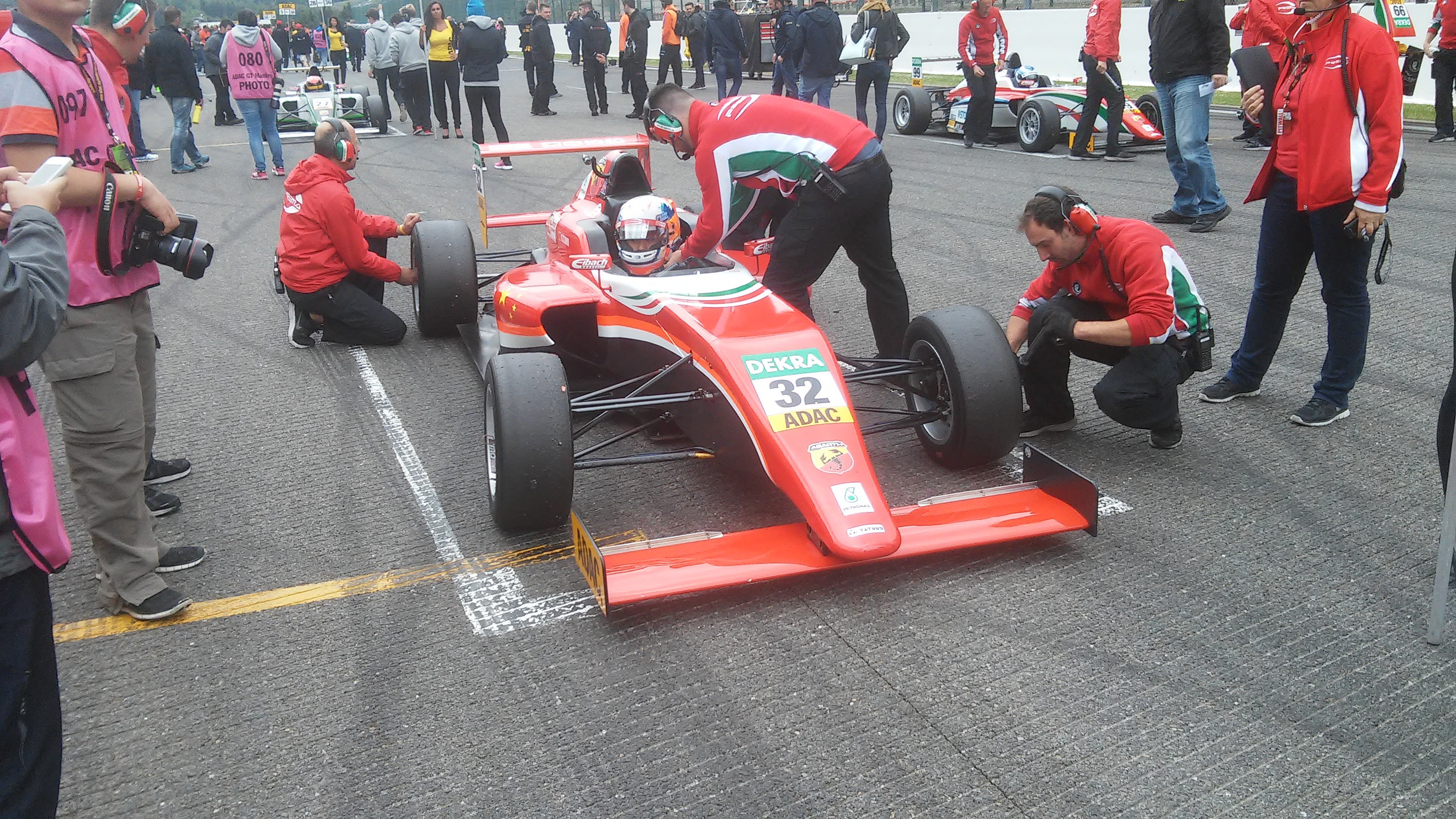
Zhou Guanyu nel 2015 a Spa, ADAC F4

Con tre vittorie (tutte ottenute a Monza) e 9 podi in totale si piazza al secondo posto in classifica generale, dietro solo al compagno di squadra Ralf Aron. Nella stagione partecipa anche ad alcune gare del campionato tedesco, ottenendo due podi.

### Formula 3
I buoni risultati in Formula 4 gli permettono il salto di categoria e nella stagione 2016 passa in F3 europea con il team Motopark. Nella stagione di esordio conclude il campionato in tredicesima posizione con 101 punti, riuscendo a conquistare due terzi posti come miglior risultato.
Nel 2017 continua nel campionato di F3 europea, ma passa al team Prema. Disputa una stagione molto regolare, con diversi piazzamenti a punti e cinque podi, per concludere il campionato all'ottavo posto. Viene confermato dal team per la stagione 2018, che comincia vincendo la gara inaugurale sul circuito di Pau e ottenendo così la prima vittoria nella categoria. Si ripete soltanto nell'ultimo appuntamento di Hockenheim vincendo la prima gara in programma, e termina la stagione all'ottavo posto come l'anno precedente.
Nel 2021 partecipa con il team Abu Dhabi Racing by Prema al Campionato asiatico di F3. Nell'ultima gara sul circuito di Yas Marina vince il campionato con sedici punti di distacco su Pierre-Louis Chovet.

### Formula 2

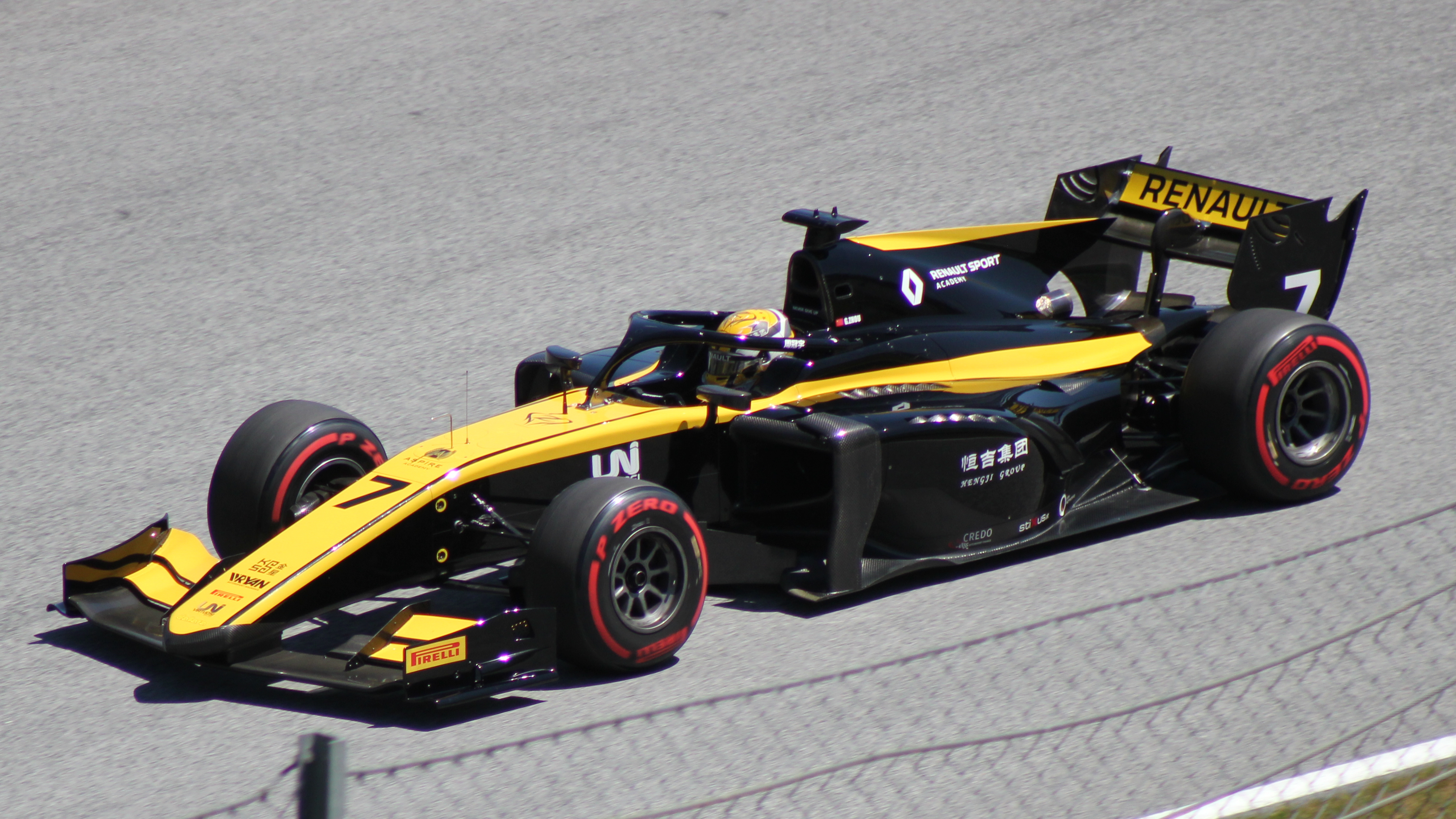
Zhou in Austria nel 2019.

Nella stagione 2019 esordisce in Formula 2 gareggiando con il nuovo team UNI-Virtuosi in coppia con Luca Ghiotto, sul circuito di Silverstone Zhou segna la sua prima pole position in Formula 2, diventando il primo pilota cinese a farlo. Zhou finisce settimo in campionato e viene premiato con il Premio Anthoine Hubert come miglior Rookie della categoria.
Anche nella stagione 2020 gareggia con il team UNI-Virtuosi con Callum Ilott, membro della Ferrari Driver Academy come suo compagno. Zhou conquista la sua seconda pole position in Formula 2 nella gara di apertura al Red Bull Ring e vince la sua prima gara a Soči. Chiude la stagione al settimo posto con una vittoria e sei podi.

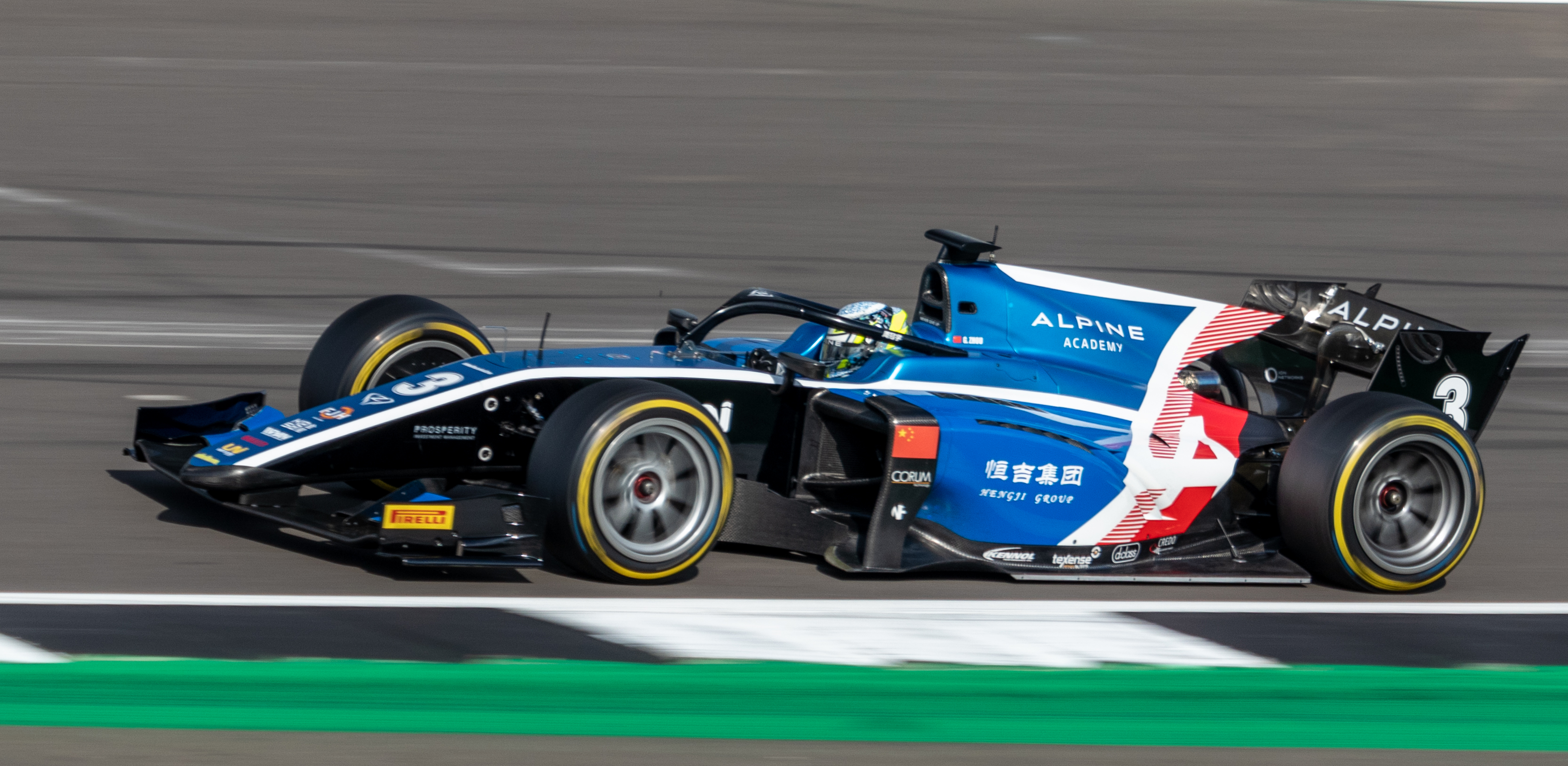
Zhou a Silverstone nel 2021

Il 10 febbraio 2021 Zhou viene confermato dalla UNI-Virtuosi per la stagione 2021 di Formula 2 in coppia con il brasiliano Felipe Drugovich. Nella prima qualifica della stagione sul circuito del Bahrain conquista la pole position e trova la vittoria nella Feature Race. Zhou conquista un'altra vittoria nella Sprint Race 1 di Monaco davanti al suo compagno di team Drugovich. Con il terzo posto nella Sprint Race di Baku, Zhou conquista il suo quindicesimo podio in Formula 2. Dopo quattro risultati negativi Zhou conquista la sua terza vittoria nella Feature Race di Silverstone e mantiene la testa della classifica. Il pilota cinese conquista altri due podi per poi ottenere diversi risultati deludenti e scivolare al terzo posto in classifica, ritorna alla vittoria nel penultimo appuntamento della stagione, la seconda Sprint Race di Yas Marina. Chiude la stagione al terzo posto dietro i due piloti della Prema, suo miglior risultato nei tre anni nella categoria.

### Formula 1
Nel 2014 dopo ottime stagioni nei kart entra nella Ferrari Driver Academy. Nel 2018 lascia la Ferrari Driver Academy per unirsi a quella Renault. 
Nel dicembre del 2020 partecipa ai test post stagionali della Formula 1 sul circuito di Yas Marina, alla guida della Renault R.S.20 insieme a Fernando Alonso. Per la stagione 2021 viene confermato come terzo pilota del rinominato team Alpine F1 Team. Zhou prenderà per la prima volta parte ad un weekend di Formula 1, guidando la Alpine A521 di Fernando Alonso nelle FP1 del Gran Premio d'Austria. Nell'agosto del 2021 Zhou insieme a Oscar Piastri partecipa ai test della Alpine sul Circuito di Monza a guida della Renault R.S.18

#### 2022: esordio in Alfa Romeo

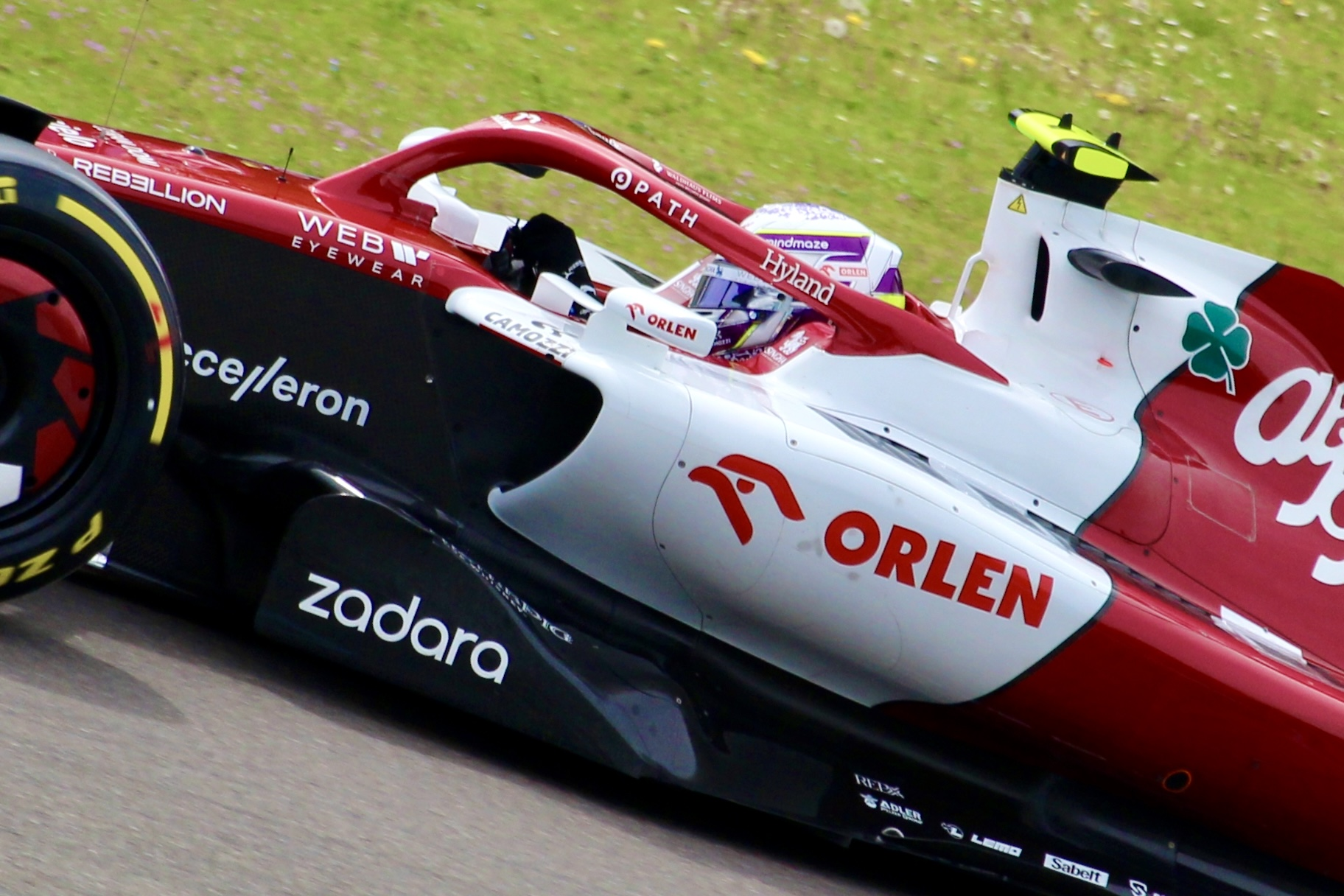
Zhou a Imola nel 2022

Il 16 novembre 2021 l'Alfa Romeo Racing annuncia Zhou come pilota titolare per la stagione 2022 al posto di Antonio Giovinazzi, in coppia con il finlandese Valtteri Bottas; come numero di gara sceglie il 24, numero usato l'ultima volta da Timo Glock nel 2012.
Il 20 marzo 2022 Zhou diventa così il primo pilota cinese a prendere parte a un Gran Premio di Formula 1, nonché a segnare punti per la classifica iridata, ottenendone uno grazie alla decima posizione conquistata, proprio all'esordio, nel Gran Premio del Bahrein. Dopo alcune gare anonime, in cui viene sempre battuto dal compagno di squadra, in Azerbaigian si qualifica per la prima volta davanti a Bottas. In gara Zhou ha un buon ritmo, ma viene fermato da un problema idraulico che mette fine alla sua corsa. Torna a punti la gara successiva, in Canada, chiudendo in nona posizione, divenuta poi ottava in seguito alla penalità inflitta ad Alonso.
Nel Gran Premio di Gran Bretagna a Silverstone è vittima di un brutto incidente alla partenza: dopo un contatto con Russell la vettura del pilota cinese si cappotta e finisce oltre le barriere di protezione contro la rete, che salva gli spettatori da una tragedia; il pilota ne esce illeso. Nelle gare seguenti Zhou riesce in diverse occasioni a qualificarsi meglio del compagno di squadra, ma le prestazioni della vettura peggiorano, impedendogli di rivedere la zona punti fino al Gran Premio d'Italia, concluso al decimo posto.
Alla vigilia del Gran Premio di Singapore 2022 viene ufficializzato il rinnovo di Zhou con il team per la stagione 2023. Nel Gran Premio del Giappone 2022 ottiene il suo primo giro veloce, che non gli vale tuttavia il punto addizionale per la classifica del campionato, in quanto non riesce a rientrare nelle prime dieci posizioni al traguardo della gara. Zhou chiude al 18º posto in classifica la sua prima stagione in Formula 1.

#### 2023: secondo anno con l'Alfa
Zhou ottiene il giro veloce nel Gran Premio del Bahrein ma non gli vale il punto addizionale. Nel Gran Premio d'Australia e nel Gran Premio di Spagna chiude in zona punti arrivando nono. Nel Gran Premio d'Ungheria si qualifica nella sua miglior posizione in carriera, al quinto posto, ma in gara non riesce a chiudere nella Top 10.
Il 14 settembre del 2023, viene annunciato il rinnovo di Zhou dal team per un altro anno.

#### 2024: Sauber

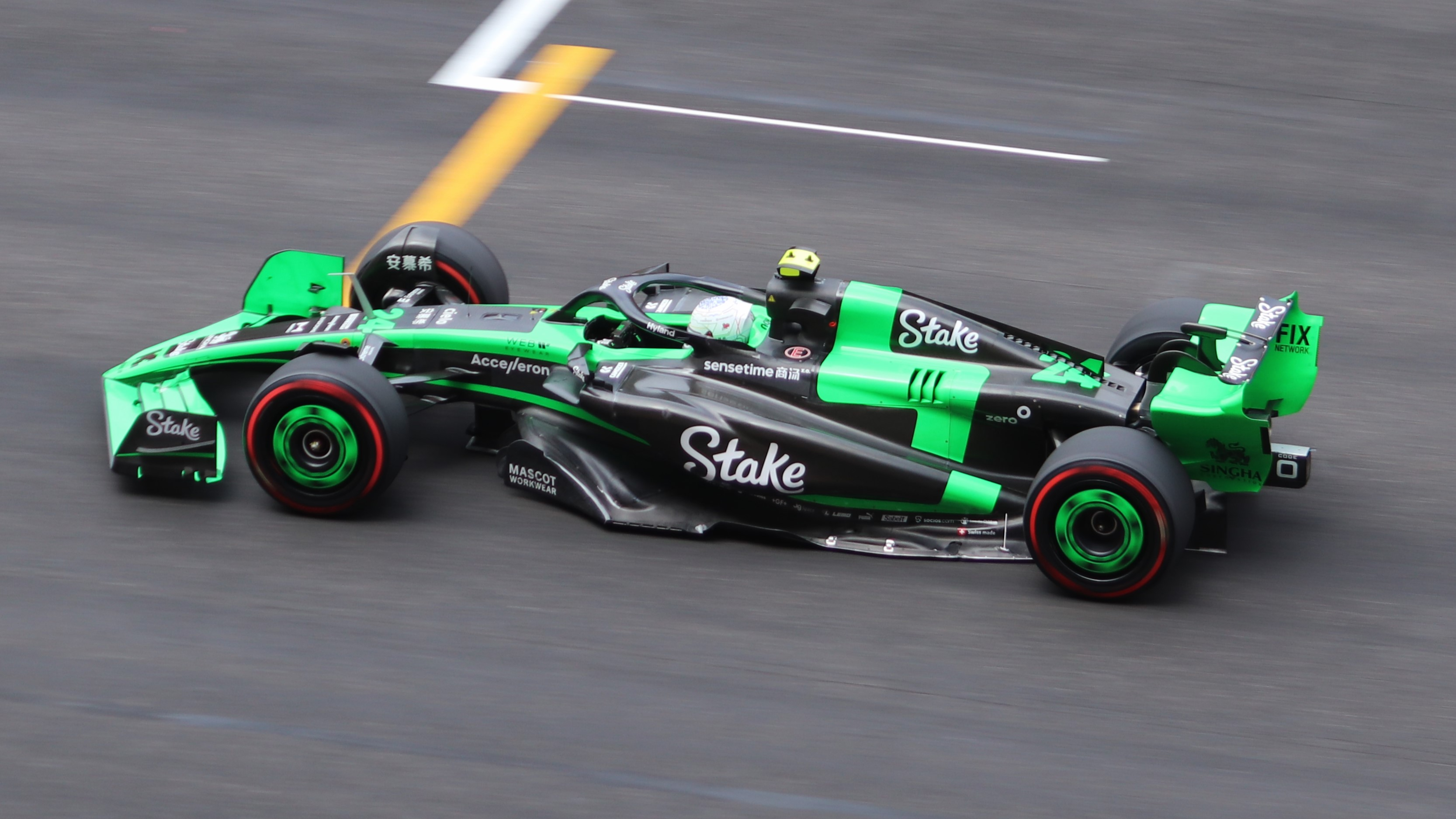
Zhou Guanyu al Gran Premio di Cina 2024, il suo Gran Premio di casa.

Nel 2024 la scuderia elvetica si riappropria della denominazione originaria "Sauber". Il pilota cinese, come il suo compagno Bottas, è in grande difficoltà per tutta l'annata, a causa della scarsa competitività della vettura. Tuttavia nel penultimo appuntamento della stagione in Qatar, riesce a regalare alla squadra gli unici punti stagionali tagliando il traguardo in ottava posizione. Chiude il campionato al ventesimo posto assoluto con 4 punti. A fine stagione, come il suo compagno, non viene confermato dal team per la stagione 2025, lasciando così la Formula 1 dopo tre stagioni.

#### 2025: Terzo pilota della Ferrari
Il 5 febbraio del 2025, Guanyu Zhou viene annunciato dalla Scuderia Ferrari come pilota di riserva per la stagione insieme ad Antonio Giovinazzi.

## Risultati

### Riepilogo
| Stagione | Campionato           | Team                      | Gare                      | Vittorie                  | Pole                      | Gpv                       | Podi                      | Punti                     | Pos.                      |
| -------- | -------------------- | ------------------------- | ------------------------- | ------------------------- | ------------------------- | ------------------------- | ------------------------- | ------------------------- | ------------------------- |
| 2015     | Formula 4 italiana   | Prema Powerteam           | 21                        | 3                         | 2                         | 0                         | 9                         | 223                       | 2º                        |
| 2015     | Formula 4 tedesca    | Prema Powerteam           | 9                         | 0                         | 0                         | 0                         | 2                         | 45                        | 15º                       |
| 2016     | F3 europea           | Motopark                  | 30                        | 0                         | 0                         | 0                         | 2                         | 101                       | 13º                       |
| 2016     | Masters di Formula 3 | Motopark                  | 1                         | 0                         | 0                         | 1                         | 0                         | N.A.                      | 16º                       |
| 2016     | Gran Premio di Macao | Motopark                  | 1                         | 0                         | 0                         | 0                         | 0                         | N.A.                      | 15º                       |
| 2016     | Formula Toyota       | M2 Competition            | 15                        | 1                         | 0                         | 1                         | 4                         | 685                       | 6º                        |
| 2017     | F3 europea           | Prema Powerteam           | 30                        | 0                         | 0                         | 0                         | 5                         | 149                       | 8º                        |
| 2017     | Gran Premio di Macao | Prema Powerteam           | 1                         | 0                         | 0                         | 0                         | 0                         | N.A.                      | 8º                        |
| 2018     | F3 europea           | Prema Theodore Racing     | 30                        | 2                         | 3                         | 1                         | 6                         | 203                       | 8º                        |
| 2018     | Gran Premio di Macao | Prema Powerteam           | 1                         | 0                         | 0                         | 0                         | 0                         | N.A.                      | 11º                       |
| 2019     | Formula 2            | UNI-Virtuosi              | 22                        | 0                         | 1                         | 2                         | 5                         | 140                       | 7º                        |
| 2020     | Formula 2            | UNI-Virtuosi              | 24                        | 1                         | 1                         | 2                         | 6                         | 151,5                     | 6º                        |
| 2020     | Formula 1            | Renault DP World F1 Team  | Terzo pilota/Collaudatore | Terzo pilota/Collaudatore | Terzo pilota/Collaudatore | Terzo pilota/Collaudatore | Terzo pilota/Collaudatore | Terzo pilota/Collaudatore | Terzo pilota/Collaudatore |
| 2021     | Formula 3 Asia       | Abu Dhabi Racing di Prema | 15                        | 4                         | 5                         | 4                         | 11                        | 257                       | 1º                        |
| 2021     | Formula 2            | UNI-Virtuosi              | 23                        | 4                         | 1                         | 1                         | 9                         | 183                       | 3º                        |
| 2021     | Formula 1            | Alpine F1 Team            | Terzo pilota/Collaudatore | Terzo pilota/Collaudatore | Terzo pilota/Collaudatore | Terzo pilota/Collaudatore | Terzo pilota/Collaudatore | Terzo pilota/Collaudatore | Terzo pilota/Collaudatore |
| 2022     | Formula 1            | Alfa Romeo F1 Team        | 22                        | 0                         | 0                         | 1                         | 0                         | 6                         | 18º                       |
| 2023     | Formula 1            | Alfa Romeo F1 Team        | 22                        | 0                         | 0                         | 1                         | 0                         | 6                         | 18º                       |
| 2024     | Formula 1            | Sauber                    | 24                        | 0                         | 0                         | 0                         | 0                         | 4                         | 20º                       |

### Risultati nel Gran Premio di Macao
| Anno | Team                | Auto         | Qualifiche | Qualif. Race | Gara |
| ---- | ------------------- | ------------ | ---------- | ------------ | ---- |
| 2016 | Motopark            | Dallara F312 | 20°        | DNF          | 15°  |
| 2017 | Prema Powerteam     | Dallara F317 | 10°        | 10°          | 8°   |
| 2018 | SJM Theodore Racing | Dallara F317 | 5°         | 24°          | 11°  |

### Risultati in F3 Asia
(legenda) (Le gare in grassetto indicano la pole position) (Le gare in corsivo indicano Gpv)
| Stagione | Squadra                   | 1   | 2   | 3   | 4   | 5   | 6   | 7   | 8   | 9   | 10  | 11  | 12  | 13  | 14  | 15  | Punti | Pos. |
| -------- | ------------------------- | --- | --- | --- | --- | --- | --- | --- | --- | --- | --- | --- | --- | --- | --- | --- | ----- | ---- |
| 2021     | Abu Dhabi Racing by Prema | DUB | DUB | DUB | ABU | ABU | ABU | ABU | ABU | ABU | DUB | DUB | DUB | ABU | ABU | ABU | 257   | 1°   |
| 2021     | Abu Dhabi Racing by Prema | 1   | 1   | Rit | 2   | 4   | 5   | 3   | 2   | 2   | 2   | 2   | 4   | 1   | 2   | 1   | 257   | 1°   |

### Risultati in Formula 2
(legenda) (Le gare in grassetto indicano la pole position) (Le gare in corsivo indicano Gpv)
| Stagione | Team                | 1   | 2   | 3   | 4   | 5   | 6   | 7    | 8    | 9    | 10   | 11  | 12  | 13   | 14   | 15  | 16  | 17  | 18  | 19  | 20  | 21   | 22   | 23   | 24   | Punti | Pos. |
| -------- | ------------------- | --- | --- | --- | --- | --- | --- | ---- | ---- | ---- | ---- | --- | --- | ---- | ---- | --- | --- | --- | --- | --- | --- | ---- | ---- | ---- | ---- | ----- | ---- |
| 2019     | UNI-Virtuosi Racing | BHR | BHR | BAK | BAK | CAT | CAT | MON  | MON  | LEC  | LEC  | RBR | RBR | SIL2 | SIL2 | HUN | HUN | SPA | SPA | MNZ | MNZ | SOC  | SOC  | YMC  | YMC  | 140   | 7°   |
| 2019     | UNI-Virtuosi Racing | 10  | 4   | Rit | 10  | 3   | 4   | 5    | 3    | 4    | 3    | 6   | 8   | 3    | 8    | 9   | 9   | C   | C   | Rit | 4   | 10   | 5    | 3    | 8    | 140   | 7°   |
| 2020     | UNI-Virtuosi Racing | RBR | RBR | RBR | RBR | HUN | HUN | SIL1 | SIL1 | SIL2 | SIL2 | CAT | CAT | SPA  | SPA  | MNZ | MNZ | MUG | MUG | MNZ | MNZ | SAK1 | SAK1 | SAK2 | SAK2 | 151,5 | 6°   |
| 2020     | UNI-Virtuosi Racing | 17  | 14  | 3   | 4   | 10  | 8   | 2    | 9    | 9    | 5    | 3   | 14  | 7    | 3    | 5   | 21  | Rit | 5   | 7   | 1   | 15   | 5    | 2    | 4    | 151,5 | 6°   |
| 2021     | UNI-Virtuosi        | BHR | BHR | BHR | MON | MON | MON | BAK  | BAK  | BAK  | SIL  | SIL | SIL | ITA  | ITA  | ITA | SOC | SOC | SOC | JED | JED | JED  | YMC  | YMC  | YMC  | 183   | 3°   |
| 2021     | UNI-Virtuosi        | 7   | 3   | 1   | 1   | 15  | 5   | 3    | Rit  | 13   | Rit  | 11  | 1   | 2    | 8    | 2   | Rit | C   | 6   | 17  | 8   | 4    | 8    | 1    | 2    | 183   | 3°   |

### Risultati in Formula 1
| 2021 | Scuderia | Vettura |  |  |  |  |  |  |  |  |    |  |  |  |  |  |  |  |  |  |  |  |  |  |  |  | Punti | Pos. |
| ---- | -------- | ------- |  |  |  |  |  |  |  |  | -- |  |  |  |  |  |  |  |  |  |  |  |  |  |  |  | ----- | ---- |
| 2021 | Alpine   | A521    |  |  |  |  |  |  |  |  | SP |  |  |  |  |  |  |  |  |  |  |  |  |  |  |  |       |      |

| 2022 | Scuderia   | Vettura |    |    |    |    |     |     |    |     |   |     |    |    |    |    |    |    |     |    |    |    |    |    |  |  | Punti | Pos. |
| ---- | ---------- | ------- | -- | -- | -- | -- | --- | --- | -- | --- | - | --- | -- | -- | -- | -- | -- | -- | --- | -- | -- | -- | -- | -- |  |  | ----- | ---- |
| 2022 | Alfa Romeo | C42     | 10 | 11 | 11 | 15 | Rit | Rit | 16 | Rit | 8 | Rit | 14 | 16 | 13 | 14 | 16 | 10 | Rit | 16 | 12 | 13 | 12 | 12 |  |  | 6     | 18º  |

| 2023 | Scuderia   | Vettura |    |    |   |     |    |    |   |    |    |    |    |    |     |    |    |    |   |    |    |     |    |    |  |  | Punti | Pos. |
| ---- | ---------- | ------- | -- | -- | - | --- | -- | -- | - | -- | -- | -- | -- | -- | --- | -- | -- | -- | - | -- | -- | --- | -- | -- |  |  | ----- | ---- |
| 2023 | Alfa Romeo | C43     | 16 | 13 | 9 | Rit | 16 | 13 | 9 | 16 | 12 | 15 | 16 | 13 | Rit | 14 | 12 | 13 | 9 | 13 | 14 | Rit | 15 | 17 |  |  | 6     | 18º  |

| 2024 | Scuderia | Vettura |    |    |    |     |    |    |    |    |    |    |    |    |    |     |    |    |    |    |    |    |    |    |   |    | Punti | Pos. |
| ---- | -------- | ------- | -- | -- | -- | --- | -- | -- | -- | -- | -- | -- | -- | -- | -- | --- | -- | -- | -- | -- | -- | -- | -- | -- | - | -- | ----- | ---- |
| 2024 | Sauber   | C44     | 11 | 18 | 15 | Rit | 14 | 14 | 15 | 16 | 15 | 13 | 17 | 18 | 19 | Rit | 20 | 18 | 14 | 15 | 19 | 15 | 15 | 13 | 8 | 13 | 4     | 20º  |

| Legenda | 1º posto     | 2º posto | 3º posto    | A punti         | Senza punti/Non class.  | Grassetto – Pole position Corsivo – Giro più veloce Apice – Risultato Sprint (A punti) |
| Legenda | Squalificato | Ritirato | Non partito | Non qualificato | Solo prove/Terzo pilota | Grassetto – Pole position Corsivo – Giro più veloce Apice – Risultato Sprint (A punti) |